# Aitvaras
L'Aitvaras (ou Kaukas, Pūkis, Damavykas, Sparyžius, Koklikas, Gausinėlis, 
Žaltvikšas, et Spirukas) est un esprit servant de la mythologie lituanienne. Il est identique au Pūķis letton. Il ressemble à un coq blanc ou noir avec une queue ardente, semblable à une météorite. Un Aitvaras pond un œuf à 9 - 12 ans. S'il meurt, il devient une étincelle. 
Dans de nombreux cas, cette créature est décrite comme un oiseau, ou comme un être ayant l'apparence d'un dragon à l'extérieur. Un Aitvaras s'installe dans une maison et, le plus souvent, refuse d'en partir. Il apporte à la fois chance et malchance aux habitants de la maison. L'Aitvaras fournit à sa famille d'adoption de l'or volé et des céréales, et provoque fréquemment des problèmes dans la maisonnée. Selon de nombreuses sources, les Aitvaras pouvaient être achetés auprès du diable, en échange de l'âme de l'acheteur.
Algirdas Julien Greimas a consacré une étude à cette figure mythologique dans Des dieux et des hommes, en la mettant en regard des kaukai (pluriel de kaukas), sortes de nains chthoniens de la tradition lituanienne, également devenus des génies domestiques. Il note en particulier que le terme Aitvaras, au XVIe siècle et au XVIIe siècle, est souvent mentionné au singulier et avec une majuscule ; il estime qu'« il convient de placer Aitvaras dans l'échelle hiérarchique des êtres divins non plus sur le même palier que les kaukai, mais au niveau où se trouvent leurs "protecteurs" ».

## Sources
- (fr) Algirdas Julien Greimas, Des dieux et des hommes, PUF / Formes sémiotiques, 1985  (ISBN 2-1303-9010-2)